# أب شورويية مرغك (ده كردي)
أب شوروییة مرغك (بالفارسية: آب شوروییه مرغک) هي قرية تقع في إيران في البلدة المركزية.